# Dorfkirche Liebengrün

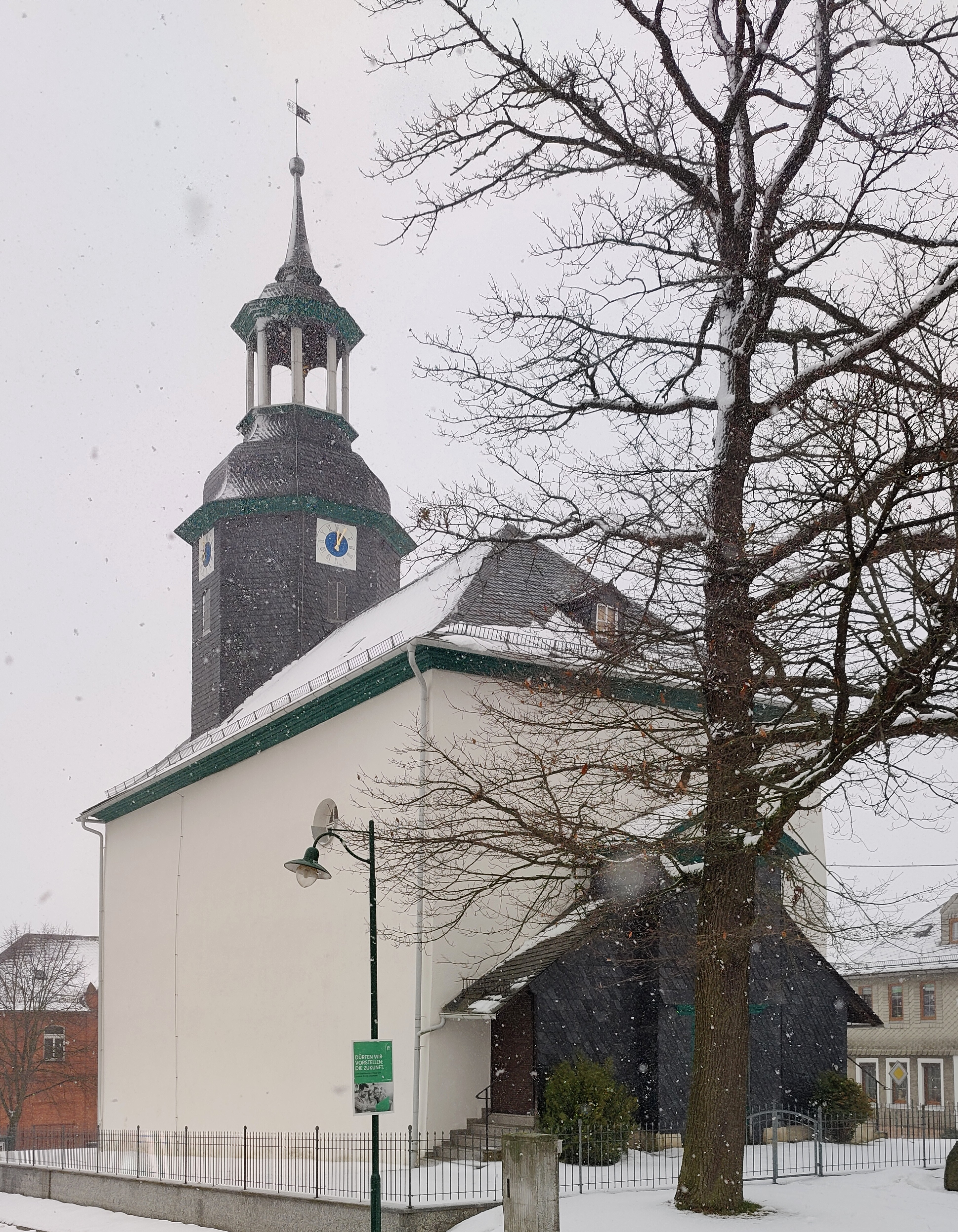
Dorfkirche Liebengrün

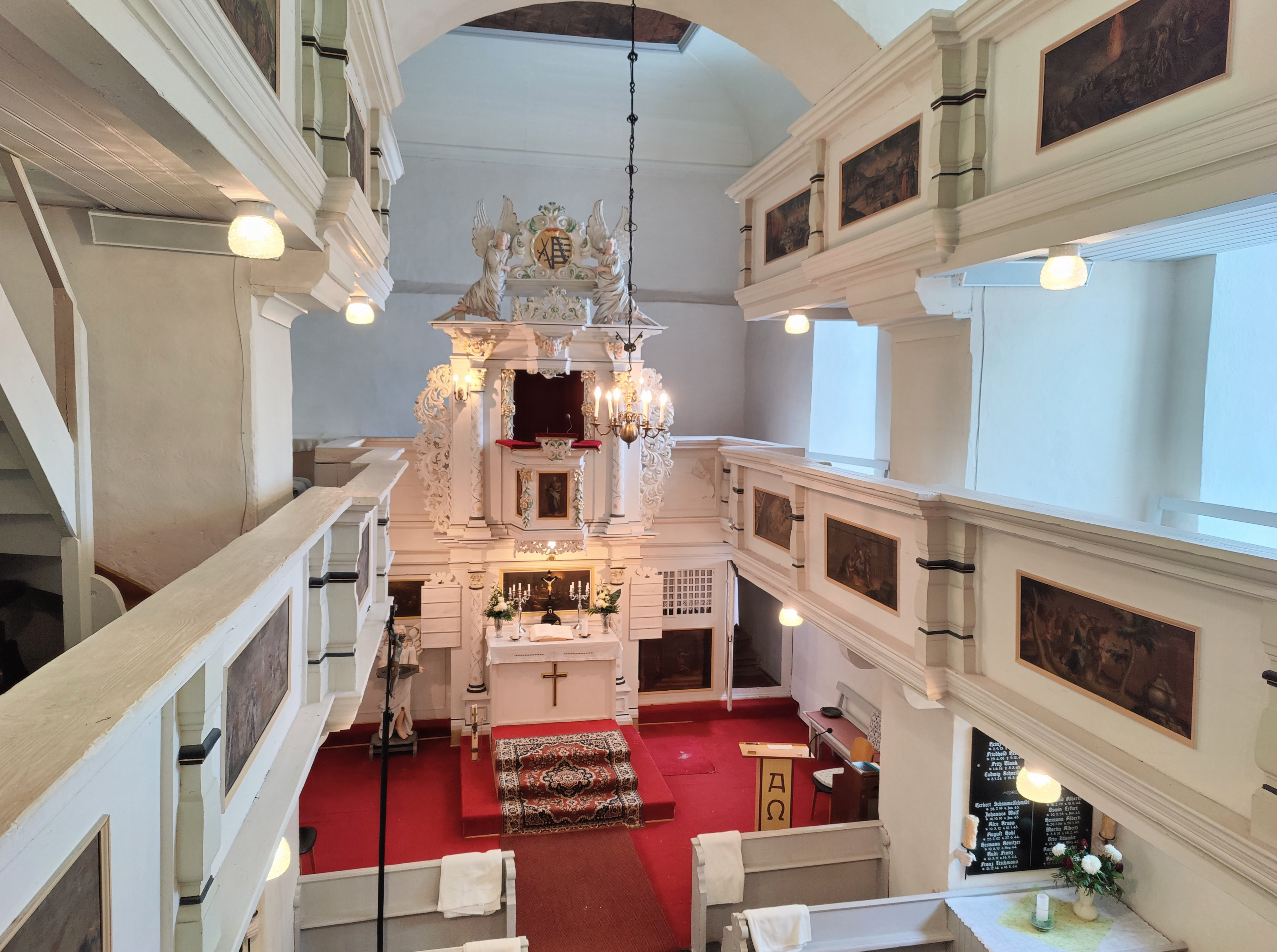
Innenraum (2023)

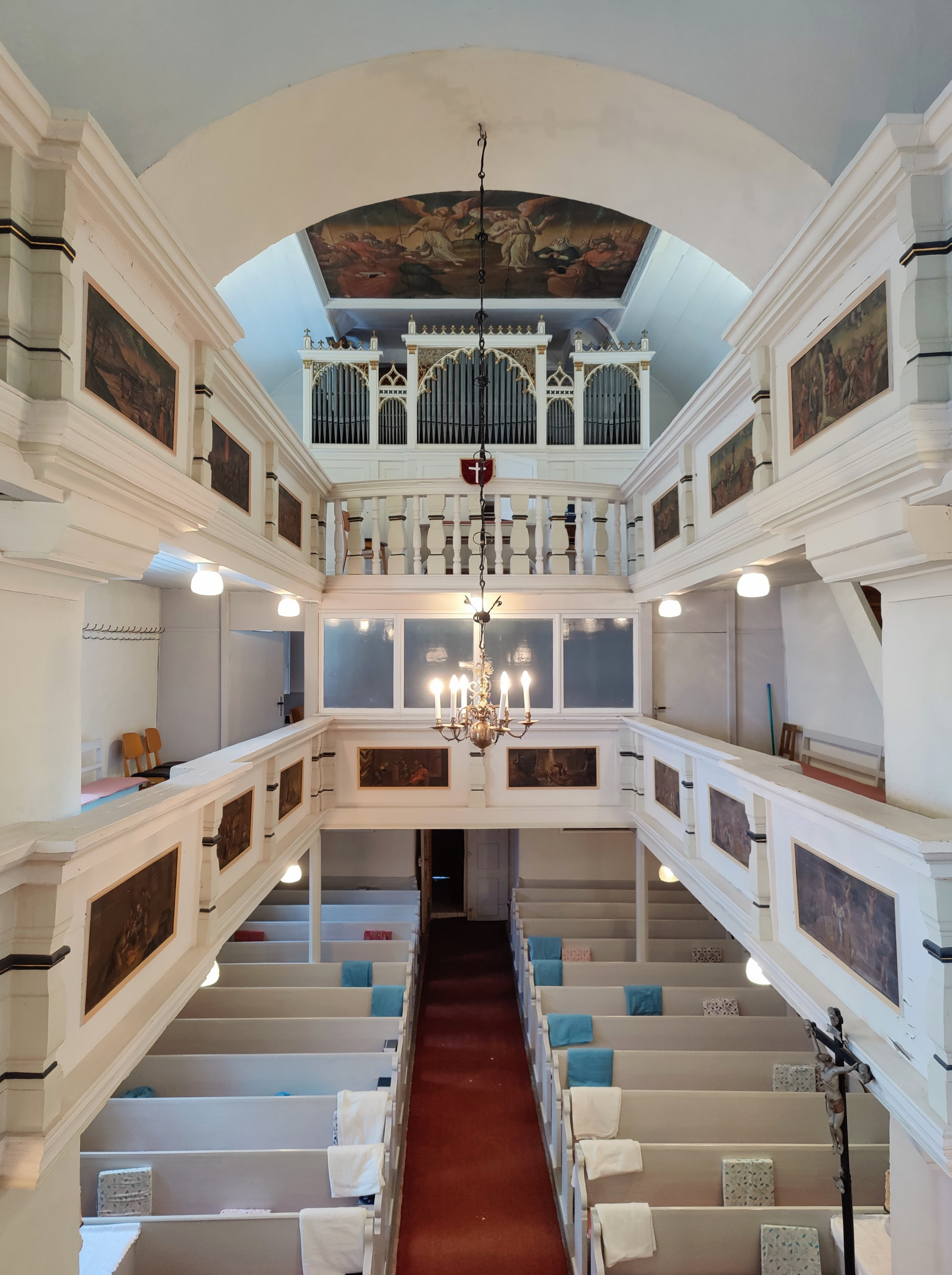
Innenraum, Blick zur Orgel

Die evangelisch-lutherische, denkmalgeschützte Dorfkirche Liebengrün steht in Liebengrün, einem Ortsteil der Gemeinde Remptendorf im Saale-Orla-Kreis von Thüringen. Die Kirchengemeinde Liebengrün gehört zur Kirchspiel Zoppoten im Kirchenkreis Schleiz der Evangelischen Kirche in Mitteldeutschland.

## Beschreibung
Der östliche Bereich des Chors geht auf den Kirchenbau vor dem Brand von 1718 zurück. Die Saalkirche wurde bis 1722 zunächst wieder aufgebaut, aber erst 1745 vollendet. Das Kirchenschiff ist mit einem schiefergedeckten Walmdach bedeckt, aus dem sich über dem Chor der achtseitige Dachreiter erhebt. Dieser besteht aus einem Aufsatz, den eine Haube bedeckt, auf der eine offene Laterne sitzt, die von einer Turmkugel gekrönt ist. Im Turm hängen drei Kirchenglocken aus Bronze. Die großen Fenster der Kirche zeigen nur nach Süden. Die Ausmalung der Kirche besteht aus Bildern der biblischen Geschichte. An der Decke ist ein Bild über die Himmelfahrt. Zur Kirchenausstattung gehören ein Kanzelaltar und ein Taufengel. Die Orgel mit 14 Registern, verteilt auf zwei Manuale und Pedal, wurde 1858 von Friedrich Wilhelm Dornheim gebaut.
In den 1870er Jahren wurde der Innenraum der Kirche neu ausgemalt.